# Pseudocheilinus dispilus
Pseudocheilinus dispilus là một loài cá biển thuộc chi Pseudocheilinus trong họ Cá bàng chài. Loài cá này được mô tả lần đầu tiên vào năm 1999.

## Từ nguyên
Tính từ định danh dispilus bắt nguồn từ tiếng Latinh có nghĩa là "có hai đốm", hàm ý đề cập đến hai đốm màu tím dễ nhìn thấy trên nắp mang của loài cá này khi còn sống (chuyển sang màu xanh lam đậm khi mẫu vật được bảo quản trong rượu).

## Phạm vi phân bố và môi trường sống
P. dispilus có phạm vi phân bố ở Tây Nam Ấn Độ Dương. Loài cá này được tìm thấy tại bờ biển phía đông của Madagascar, cũng như tại Réunion và Mauritius.
P. dispilus sống gần các rạn san hô và đá ngầm ở độ sâu được ghi nhận trong khoảng từ 15 đến 37 m.

## Mô tả
Chiều dài cơ thể tối đa được ghi nhận ở P. dispilus là 7,8 cm.